# 七丁目の街角で、家出娘と下駄バキ野郎の奇妙な恋が芽生えた
『七丁目の街角で、家出娘と下駄バキ野郎の奇妙な恋が芽生えた』（ななちょうめのまちかどでいえでむすめとげたバキやろうのきみょうなこいがめばえた）は、1976年10月23日から同年11月27日まで日本テレビ系列の『グランド劇場』で放送されたテレビドラマである、全6回。

## 概要
日本脱出を夢見る長距離トラックの運転手と、誰にでも愛される純真な女が繰り広げる、下町人情コメディ。
「長いタイトルシリーズ」の第6弾。今回は、同局放送の『俺たちの旅』で下駄バキ姿が印象だった中村雅俊を副主人公にしている。

## 出演者
- 成田ゆり子：十朱幸代
- 黒川敏：中村雅俊
- 椎葉蔦代：杉村春子
- 猪平：大滝秀治
- 池上季実子
- 八郎：北村和夫 - 区役所の戸籍係
- 哲也：藤村俊二
- ひろし：水野哲
- 幸夫：松山英太郎
- 森田：佐山俊二
- ちよ：初井言榮 - 哲也の母
ほか

## スタッフ
- 主な脚本：若杉光夫
- 主な演出：小林俊一
- プロデューサー：早川恒夫

## 参考資料
- テレビドラマデータベース

| 日本テレビ系 グランド劇場                                  | 日本テレビ系 グランド劇場                                  | 日本テレビ系 グランド劇場                  |
| 前番組                                                     | 番組名                                                     | 次番組                                     |
| ---------------------------------------------------------- | ---------------------------------------------------------- | ------------------------------------------ |
| 六丁目のスパルタ寮母さんには、 赤いバラのいれずみがあった! | 七丁目の街角で、 家出娘と下駄バキ野郎の 奇妙な恋が芽生えた | 九丁目、 泣いて笑った交差点 女の中の男一匹 |